# Tsangpa-Dynastie

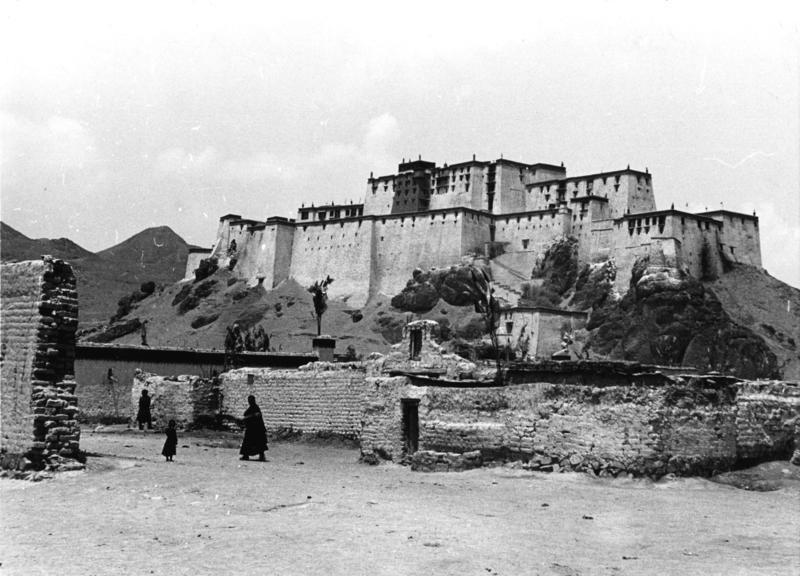
Festung der Stadt Shigatse (im Jahr 1938)

Die Tsangpa-Dynastie (tib.: གཙང་པ; Wylie: gTsang pa), die im Tibet der zweiten Hälfte des 16. Jahrhunderts in Samzhubzê aufstieg und deren Blütezeit in die erste Hälfte des 17. Jahrhunderts fiel, war die letzte tibetische Herrscherdynastie, die Tibet aus eigener Kraft regierte.

## Einleitung
Die auf den Gründer Shingshapa Tsheten Dorje (zhing shag pa tshe brtan rdo rje) zurückgehende Tsangpa-Dynastie herrschte von 1565 bis 1642 über weite Teile Tibets – einschließlich des Gebiets von Lhasa. Ihre Hauptstadt Samdrubtse (bSam grub rtse) auf dem Gebiet des heutigen Stadtbezirks Samzhubzê bildete das politische, wirtschaftliche und kulturelle Zentrum Tibets.
Die Zeit der Tsangpa-Herrschaft war eine Zeit der Karmapa-Hegemonie, d. h. einer Hegemonie der Karma-Kagyü-Schule (karma bka' brgyud pa) des Tibetischen Buddhismus (ihren religiösen Gegenspieler bildete die Gelug-Schule). Ihr letzter Herrscher wurde 1642 von einem Fürsten der westmongolischen Khoshuud des Kokonor-Gebiets bezwungen. Die säkulare Tsangpa-Herrschaft löste die der Phagmodrupa und Rinpungpa ab.

## Shingshapa Tsheten Dorje
Ursprünglich diente Shingshapa Tsheten Dorje unter den Rinpungpa. Als Gouverneur des damaligen Shigatse zettelte er eine Rebellion an, gewann nach und nach an Macht und bezwang 1565 den letzten Rinpungpa-Herrscher Ngawang Jigme Dragpa (rin spungs pa ngag dbang 'jigs grags; 1482–1565). Nur wenig später erstreckte sich Shingshapas Einflussbereich praktisch über ganz Ü-Tsang (tib. dbus gtsang). Er selbst nannte sich 'König von Tsang'.

## Karma Phüntshog Namgyel
Im Versuch, die Herrschaft über ganz Tibet zu übernehmen, drang der Tsang-König (wahrscheinlich Phüntshok Namgyel) 1611 wieder einmal nach Ü vor und zog in Lhasa ein. Aber schon im Folgejahr übergab er die Stadt wieder den Gelugpa und erbat sich von ihnen eine religiöse Initiation, um einen Ausgleich zustande zu bringen. Das wurde von den Gelugpa abgelehnt und der 4. Dalai Lama zog es vor, für die nächsten Jahre nach Samye zu gehen.
1613 gewann Tsang die Kontrolle des Gebiets von Ngari in Westtibet, zugleich annektierte er alle kleineren und schwächeren Stämme der Umgebung.
Bezüglich der Religion war Phüntshok Namgyel ein Anhänger der Karma-Kagyü-Schule des tibetischen Buddhismus. Wegen religiöser Streitigkeiten in Glaubensfragen mit der wichtigsten Drugpa-Kagyü-Schule in Bhutan entsandte er zweimal Truppen zum Angriff. Dem 6. "Rothut-Karmapa" oder Shamarpa (zhwa dmar pa)-Hierarchen der Karma-Kagyü-Schule, Chökyi Wangchug (chos kyi dbang phyug; 1584–1630), dem „Lebenden Buddha Karmapa“, verlieh er den Titel "Herrscher von Ü-Tsang", die neu aufsteigende Gelug-Schule aber betrachtete er als Feind.
1617 stellte die Koalition der Chalcha (Khalkha)-Mongolen, die Anhänger der von der Gelug-Schule vertretenen Form des tibetischen Buddhismus war, Truppen zusammen und versuchte Tsangpa anzugreifen. 1618 schickten die Karmapas mehr als zehntausend Mann zu Hilfe, sie bezwangen die aus Kräften von Mönchen und Soldaten des Sera-Klosters und anderen Gelugpa-Kräften gebildete Koalition, besetzten die Klöster Sera und Drepung und töteten die Aufstandsführer. Der Rest der Gelugpa-Mönche war gezwungen, in Richtung Norden zu fliehen. Als schließlich fast ganz Zentraltibet unter der Kontrolle Tsangs war, kamen die Mongolen 1621 nach Ü, besiegten die Armee des Tsang-Königs und schlossen sie in Lhasa ein. Unter der Vermittlung hoher Gelugpa-Geistlicher kam es zu einem Vergleich, bei dem Tsang die meisten der besetzten Gebiete und Klöster wieder aufgab.
Im Jahr 1618 ernannte sich Phüntshog Namgyel zum 'König des Oberen Tsang' (bzw. Tsangpa Khan oder Desi Tsangpa), dies ist das offizielle Gründungsdatum des meist unter der Bezeichnung Tsangpa Khan bekannten Regimes (von 1618 bis 1642). Es hatte nur zwei Herrscher: Phüntshog Namgyel (1586–1621; reg. 1618–1621) und Tenkyong Wangpo (1606–1642, reg. 1621–1642) und wird auch als Karma-Regierung bzw. Karma-Kagyü-Regierung bezeichnet.

## Karma Tenkyong Wangpo
1621 folgte Karma Tenkyong Wangpo(1605–1642; reg. 1621–1642) im Alter von siebzehn Jahren seinem Vater Desi Tsangpa Karma Phüntshog Namgyel.
Karma Tenkyong Wangpo war ein mächtiger Unterstützer des 10. Karmapa Chöying Dorje der Karma-Kagyü-Schule und der Erzfeind der Gelug-Schule, insbesondere des 5. Dalai Lama Ngawang Lobsang Gyatsho (1617–1682) und des 4. Penchen Lama Lobsang Chökyi Gyeltshen (1570–1662).

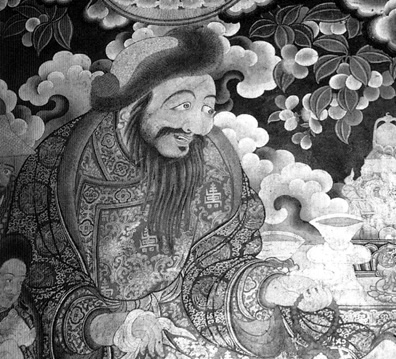
Gushri Khan, Ausschnitt aus einer historischen Malerei im Jokhang-Tempel

Im Jahr 1634 luden der 4. Penchen Lama und der 5. Dalai Lama den Khan der Khoshuud-Mongolen des Kokonor-Gebiets, Töröbaikhu (i. e. Gushri Khan, 1582–1655) nach Tibet ein. 1641 griff dieser Tsangpa an und kreiste die offizielle Residenz in Samzhubzê ein. 1642 wurde Karma Tenkyong Wangpo von Gushri Khan militärisch besiegt und gefangen genommen, später wurde er getötet.
Der 5. Dalai Lama bestieg in dem mit Hilfe der Mongolen eroberten Samzhubzê (Shigatse) seinen Thron (siehe Hauptartikel Ngawang Lobsang Gyatsho), ihm wurde ein Regent zur Seite gestellt (siehe Hauptartikel Sönam Rabten).
Gushri Khan (1582–1655) marschierte weiter westwärts und unterwarf das Gebiet von Ü-Tsang, er selbst war in Shigatse stationiert, seinem ältesten Sohn Dayan Khan (reg. 1656–1668) befahl er, sich in Lhasa zu stationieren, mit aufgeteilten Truppen kontrollierten sie die verschiedene Regionen Tibets, praktisch unterlag Tibet der Herrschaft eines Khanats.

## Herrschertabelle
Die Tabelle liefert folgende Angaben: (a) tib. Namen in deutscher Schreibung, (b) Umschrift nach Wylie, (c)  chinesische Schreibung mit vorangestelltem Pinyin, (d) Dauer der Herrschaft, (e) Antrittsjahr im Sechzigerzyklus des traditionellen chinesischen Kalenders, (f) Antrittsjahr der Herrschaft.
- Shingshapa Tsheten Dorje (zhing shag pa tshe brtan rdo rje) Xinxiaba Caidan Duojie 辛夏巴才旦多吉 (23) 乙丑 1565
- Khunpang Lhawang Dorje (kun spangs lha dbang rdo rje) Gunbang Lawang Duojie 衮邦拉旺多杰 (20) 戊子 1588–1608
- Tensung Wangpo (bstan srung dbang po) Dansong Wangbo 丹松旺波 (23) 戊子 1588–1611
- Phüntshok Namgyel (phun tshogs rnam rgyal) Pengcuo Nanjie 彭措南杰 (10) 辛亥 1611
- Karma Tenkyong Wangpo (karma bstan skyong dbang po) Gama Danjiong Wangbo 噶玛丹迥旺波 (21) 辛酉 1621

## Zitat
Der Historiker Thuken Lobsang Chökyi Nyima (1737–1802) aus der Gelug-Schule berichtet in seinem Werk Kristallspiegel der philosophischen Lehrsysteme (Grub mtha' shel gyi me long) folgendes:
"Zu jener Zeit war der König von dBus und gTsang der sDe srid gTsang pa [= Karma Tenkyong Wangpo]. Dieser unterstützte als Meister der geistlichen Gabenherrn die Kar ma pa und hielt zu ihnen, indem er viel Zurückweisung hinsichtlich der dGe lugs pa ausübte. Dieser König [= Gushri Khan], zusammen mit einer grossen Ansammlung von Truppen, zog in dBus und gTsang ein und besiegte das gesamte Heer des gTsang pa, nahm den gTsang pa-Fürsten und seine Minister gefangen und warf sie daraufhin in das Gefängnis in ihrem Heimatort Ne'u in dBus. Er brachte alle Gegenden von dBus und gTsang unter seine Macht. Er wurde zum König aller drei Provinzen von Tibet und etablierte bis Vollendung als Regierung den weissen Schirm der Gesetze. Er vernichtete sämtliche Menschen, die nicht diszipliniert gewesen waren, so dass sie durch Zurückweisung die dGe lugs pa beleidigt hatten."